# Chauncey Billups
Chauncey Ray Billups, ameriški košarkar, * 25. september 1976, Denver, Kolorado, Združene države Amerike.
Je bivši profesionalni košarkar v ligi NBA, ki je nazadnje igral za moštvo Detroit Pistons na poziciji organizatorja igre. Z moštvom Detroit Pistons je leta 2004 osvojil šampionski prstan.
Veliko let je igral tudi za reprezentanco ZDA, s katero je na svetovnem prvenstvu v Turčiji 2010 osvojil zlato medaljo, potem ko so v finalu premagali gostitelje. Na celem prvenstvu niso zabeležili niti enega samega poraza, Chauncey pa je bil najstarejši član ekipe in je s svojimi izkušnjami znatno pripomogel k uspehu.